# Johann Wolff
Johann Wolff, född okänt år i Segeberg, Holstein, död okänt år, var en tysk keramiker verksam i Tyskland, Danmark och Sverige under första hälften av 1700-talet.
Efter utbildning till keramiker arbetade Wolff som fajansmålare vid fajansfabriken i Nürnberg där han finns omnämnd 1717. Han flyttade till Köpenhamn 1722 där han lyckades övertala Fredrik IV att anlägga en fajansfabrik på Store Kongensgade i Köpenhamn. Han utnämndes till ledare för tillverkningen och genomförde en resa till Tyskland för att anställa yrkeskunnig personal. Efter en schism med uppdragsgivarna rymde han 1725 från fabriken till Stockholm med ett stort parti av fabrikens koboltfärg. I Stockholm lyckades lyckades han hitta finansiärer för att starta ett bolag för fajanstillverkning. Men redan innan Rörstrandsfabriken kommit igång med sin tillverkning var Wolff avskedad som ledare. Istället startade han en tillverkning av tvivelaktiga mediciner och blev arresterad för obetald skatt. Han lämnade Sverige 1729 och hans vidare öden är okända. Av de få föremål som kan tillskrivas honom märks ett horn med Fredrik IV:s namnteckning på Danmarks Nationalmuseum och ett liknande horn på Designmuseum Danmark i Köpenhamn samt delar till en käppkrycka på Nordiska museet i Stockholm.